# バルビタール
バルビタール (Barbital) または バルビトン (barbitone) は1903年から1930年代中ごろまで使われていた睡眠薬で、最初のバルビツール酸系薬剤である。商品名ベロナール (Veronal)。化合物としての名称はジエチルマロニル尿素、またはジエチル・バルビツール酸である。マロン酸のジエチルエステルと尿素をナトリウムエトキシドの存在下に縮合させるか、ヨードエタンをマロニル尿素の銀塩に付加させて合成される。無臭でわずかな苦味を持つ、結晶性の白い固体である。

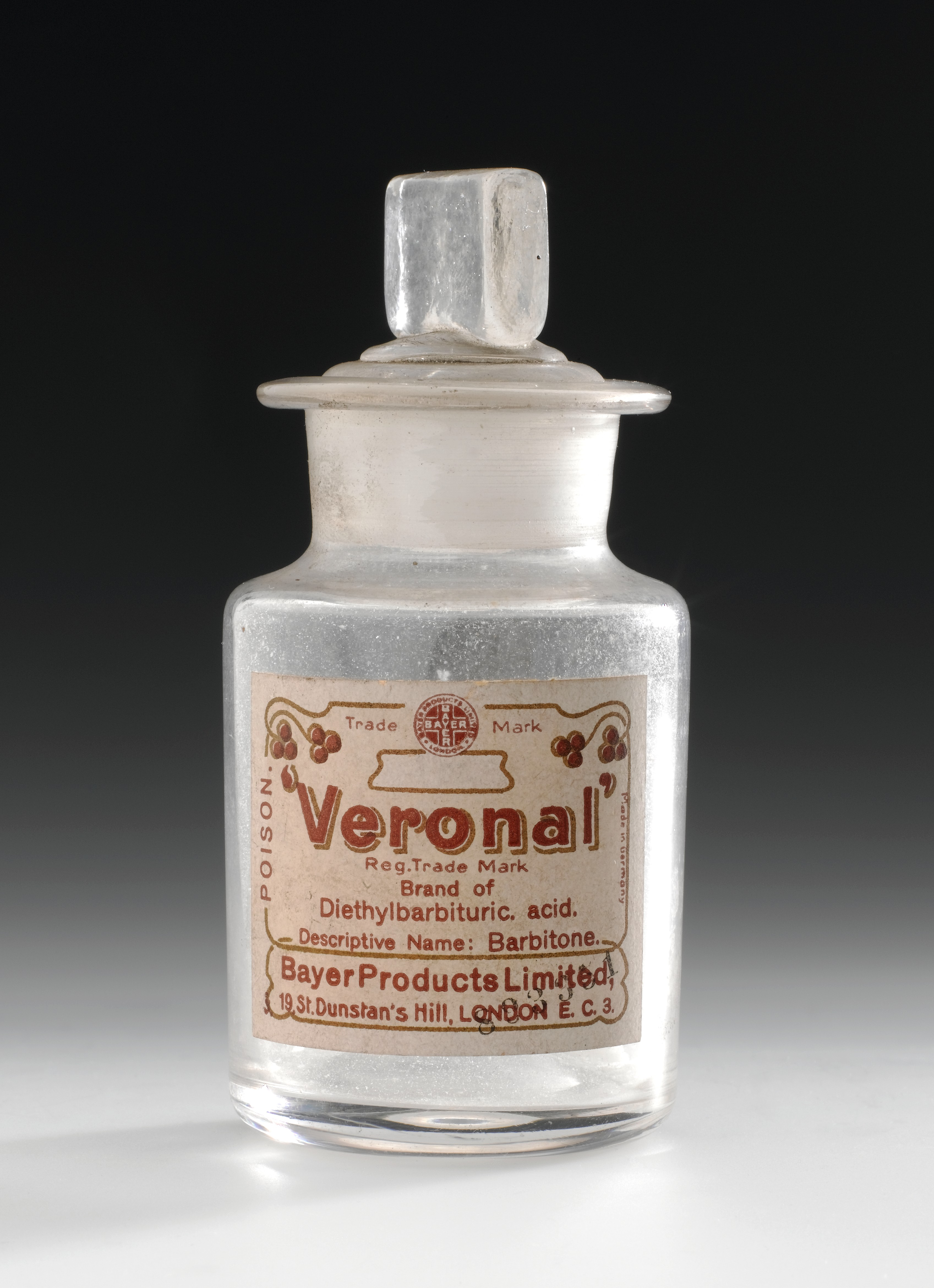
バイエル・ベロナールの薬瓶

ドイツの化学者エミール・フィッシャーとヨーゼフ・フォン・メーリングによって、1902年に初めて合成された。彼らの発見は1903年に公表され
、1904年にバイエル社がベロナールの名で、シェリングからメジナル(Medinal) として販売された。神経興奮性の不眠症のために用いられ、カプセル剤、薬包の形で供給された。薬用量は10から15グレイン（およそ650から970ミリグラム）であった。
ベロナールは当時存在していた他の睡眠薬に比べ画期的なものだと考えられていた。多少の苦味はあったものの、一般的に使われていたが味のひどかった臭素系薬剤に比べればかなり改善されていた。副作用はほとんどなかった。治療用量は中毒量よりも低かったが、長期にわたる使用によって耐性がつき、薬効を得るために必要な量が増加した。遅効性であるため致命的となる過剰摂取が珍しくなかった。1960年代には、こうした欠点のあるバルビツール酸系よりも新しい、これらの点が改善されたベンゾジアゼピン系が登場した。各種医薬品が劇的に進歩した現在では、治療に用いられることはない。
芥川龍之介が自殺の際に服用したことで知られる。マリリン・モンローもこの薬物の過剰摂取で死亡した。

## 歴史
1903年には、ドイツの化学者エミール・フィッシャーとヨーゼフ・フォン・メーリングらが合成する。フィッシャーらは1864年に合成されていた薬物に変更を加えてジエチル・バルビツール酸を合成した。これが、バルビタールである。バルビタールには酷い味がなく、当時の他の薬である臭化物などに比べ治療域が有毒域に近くないという点で新たな鎮静剤となり、バイエル社からベロナール、シェリング社からメジナルとして販売された。人気を博し広く用いられるようになり、バルビツール酸系の薬は数多く合成された。1904年には、ヘルマン・フォン・フーゼンが患者に試し、私立のクリニックで用いられるようになった。公立のアサイラムではより安価な臭化物などが用いられた。

## バルビタールが登場する作品

### 映画
- オールド・ボーイ（2003年）
- オリエント急行殺人事件（2017年）
- 記憶の夜（2017年）

### ドラマ
- 刑事コロンボ シーズン3 #24「白鳥の歌」（1973年）
- 刑事コロンボ シーズン6 #38「ルーサン警部の犯罪」（1976年）

### 小説
- アクロイド殺し（1926年）
- 学校の殺人 Murder at School(1931年)
- 人間失格（1948年）